# Neilá (judaísmo)
Neilá (la oración del cierre) es el último servicio de oración, es un servicio especial de oración judía que se lleva a cabo solamente durante el día de Yom Kipur. Es el momento en que se recitan las oraciones finales de arrepentimiento (Teshuvá) durante el cierre de Yom Kippur. El servicio de Neilá consiste en las oraciones: Ashrei, Uvá LeTzión (estas dos oraciones se recitan normalmente durante el servicio de Minjá), la oración de la Amidá, junto con unas canciones llamadas Selijot, una confesión abreviada llamada Viduy, y la oración Abinu Malkenu. En la tradición (Minhag) sefardí, el servicio de Neilá empieza con el himno El Nora Alilá. La oración de Neilá incluye la quinta Amidá de Yom Kippur. La festividad de Yom Kippur es el único día del calendario hebreo en el que se celebran cinco servicios en el mismo día. Suena el Shofar y la canción LeShaná Habá se canta al final del servicio de Neilá. Durante la repetición de la quinta Amidá por parte del líder de la congregación, el Arca Sagrada (llamada Arón Ha-Kódesh o Hejal) permanece abierta, y es tradicional permanecer de pie durante todo el servicio. Durante los Días Temibles, los judíos oran para ser inscritos y sellados en el Libro de la Vida.